# Adigeni (plaats)
Adigeni (Georgisch: ადიგენი) is een 'nederzetting met stedelijk karakter' in het zuidwesten van Georgië met ruim 1.000 inwoners (2024). Het is het bestuurlijk centrum van de gelijknamige gemeente in de regio Samtsche-Dzjavacheti. Adigeni is gesitueerd op 1.150 meter boven zeeniveau aan de rivier Kvabliani en ligt ongeveer 30 kilometer ten westen van regiohoofdstad Achaltsiche en 230 kilometer ten westen van hoofdstad Tbilisi.

## Toponiem
De naam Adigeni is afgeleid van Adiganidan (ადიგანიდან), wat 'zijweg' betekent. Het was de naam van een dorp gebouwd langs de weg. Dit werd verbasterd naar 'Adigeni'. In 1961 werd Adigeni gepromoveerd naar een 'daba' (დაბა).

## Demografie
Op 1 januari 2024 had Adigeni 1.040 inwoners. Verreweg de meeste inwoners zijn etnisch Georgisch (95,1%). De overige inwoners zijn vrijwel allemaal Armeens (4,3%).
| Aantal                                                           | - | 816 | 656 | 1.200 | 859 | 981 | 1.309 | 980 | 783 | 961 | 1.040 |
| Verantwoording data: Bevolkingsstatistiek Georgië 1897 tot heden |   |     |     |       |     |     |       |     |     |     |       |

## Meschetische Turken
In november 1944 werden de Meschetische Turken, een Turkssprekende etnische groep van overwegend moslimgeloof die in dit gebied woonde, naar Centraal-Aziatische Sovjetrepublieken gedeporteerd als onderdeel van een stalinistische hervestigingsoperatie. De Mescheten vormden op dat moment driekwart van de bevolking van het rajon Adigeni (1939: 32.923 van de 41.314 inwoners). In 1917 bestond vrijwel het gehele dorp Adigeni uit Mescheten. Pogingen om Mescheten in het onafhankelijke Georgië terug te laten keren verliepen stroef, en kende lokale weerstand.

## Vervoer
Adigeni is met de rest van Georgië verbonden door de nationale route Sh1, een oude handelsroute en een belangrijke interregionale weg tussen Batoemi en Achaltsiche via de 2027 meter hoge Goderdzipas. In de late Sovjet periode was deze weg onderdeel van de A306 Sovjet hoofdroute. Het dichtstbijzijnde spoorwegstation is in Achaltsiche. Dit station kent sinds medio 2013 geen passagiersdienst meer. 

## Geboren
- Zviad Endeladze (1966), voetballer. Europees topscorer in seizoen 1995/96 voor Margveti Zestafoni.